# Wilhelm Kirschstein
Wilhelm Kirschstein (Groß Behnitz bei Nauen, 2 de octubre de 1863-11 de diciembre de 1946) fue un maestro de escuela y micólogo alemán.
Durante su carrera, impartió clases en Rathenow y Berlín-Pankow. Como taxónomo, describió las familias micológicas Niessliaceae y Mytilinidiaceae, así como nombró numerosos géneros y especies de hongos.

## Obra
- Beiträge zur Kenntnis der Ascomyceten (Contribuciones al conocimiento de Ascomycetes. Verhandlungen des Botanischen Vereins der Provinz Brandenburg 66: 23-29. 1924
- Neue und seltene Ascomyceten (Nuevos y raros Ascomycetes). Annales Mycologici 33: 202-229. 1935
- Beiträge zur Kenntnis der Ascomyceten und ihrer Nebenformen besonders aus der Mark Brandenburg und dem Bayerischen Walde (Contribuciones al conocimiento de Ascomycetes y sus variantes, particularmente del Margraviato de Brandeburgo y del bosque bávaro). Annales Mycologici 34: 180-210. 1936
- Pilze: Sphaerellaceae. Kryptogamenflora der Mark Brandenburg 7 (3): 305-448, 1938 – Fungi: Sphaerellaceae
- Über neue, seltene und kritische Ascomyceten und Fungi Imperfecti (Acerca de nuevos, raros y críticos Ascomycetes y fungi imperfecti). I. Annales Mycologici 36 (5-6): 367-400. 1938[4]

## Eponimia
Géneros
- Kirschsteinia Syd., 1906
- Kirschsteiniella Petr., 1923[1]